# VW XL1
Der VW XL1 ist eine Kleinserie des deutschen Volkswagen-Konzerns eines Ein-Liter-Autos. Man arbeitete seit 2002 an dem Konzept und begann im März 2014 mit der Produktion von 200 Exemplaren. Seit 2002 wurden verschiedene Studien für ein Niedrigenergiefahrzeug vorgestellt, das vorgeschriebene Fahrzyklen mit einem Durchschnittsverbrauch von einem Liter Kraftstoff auf 100 km bewältigen kann.

## Konzeptstudie Studie 1L (2002)

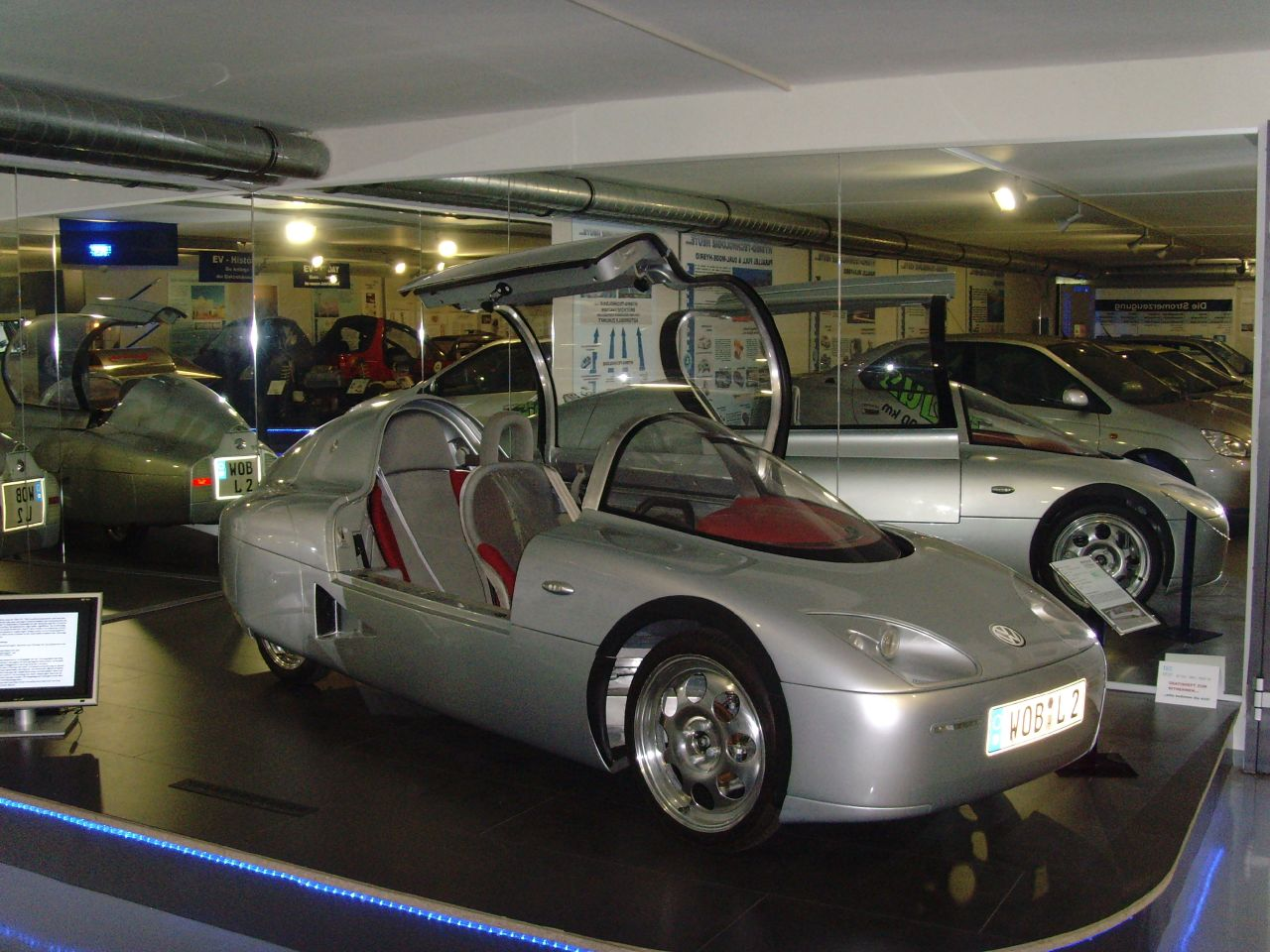
Die Konzeptstudie 1L, ausgestellt im Museum Autovision, Altlußheim

Das 390 kg schwere Fahrzeug hatte zwei hintereinander angeordnete Sitze. Dadurch ergab sich eine windschlüpfige Karosserie von 3,65 m Länge und 1,25 m Breite und ein Strömungswiderstandskoeffizient (cw) von 0,159. Die Stirnfläche fiel durch die hintereinander liegenden Sitze mit 1,0 m² etwa halb so groß wie bei damaligen PKW aus.  Auf Außenspiegel und Rückspiegel wurde verzichtet, dafür wurden Kameras verwendet. Ebenso wurde die klassische Beleuchtung durch moderne Leuchtdiodentechnik ersetzt. Der Motor ist ein Einzylinder-Dieselmotor mit Direkteinspritzung durch ein Pumpe-Düse-System- mit 299 cm³ Hubraum, der etwa 6,3 kW (8,5 PS) bei 4000 min−1 leistet und eine Höchstgeschwindigkeit von ungefähr 120 km/h ermöglicht. Das Konzept erinnerte an den Messerschmitt Kabinenroller. Mitbeteiligt an der Realisierung der Konzeptstudie mit VW-Codenamen CC0 waren zirka 70 Automobilzulieferer, die auf dem VW-eigenen Erprobungsgelände bei Ehra-Lessien ihre Systeme in das Fahrzeug einbauten. Trotz Leichtbauweise bei den mechanischen Komponenten und minimalem Stromverbrauch in der Elektrik/Elektronik war der CC0 ein sicheres und – den Umständen entsprechend – komfortables Fahrzeug. Enthalten waren unter anderem eine Fahrdynamikregelung (ESP) mit integriertem Antiblockiersystem (ABS), ein Fahrer-Airbag, Deformationselemente im Frontbereich, ein Keyless-Entry/Keyless-Go-System für die Flügeltür, ein 80 Liter großer Kofferraum und ein Motor-Start-Stopp.
Bei einer werbewirksamen Anreise zu einer VW-Hauptversammlung von Wolfsburg nach Hamburg im April 2002 erreichte der damalige VW-Chef Ferdinand Piëch einen Durchschnittsverbrauch von 0,89 Liter Diesel auf 100 km bei einer Durchschnittsgeschwindigkeit von ca. 72 km/h.

## Seriennahe Version L1 (2009)

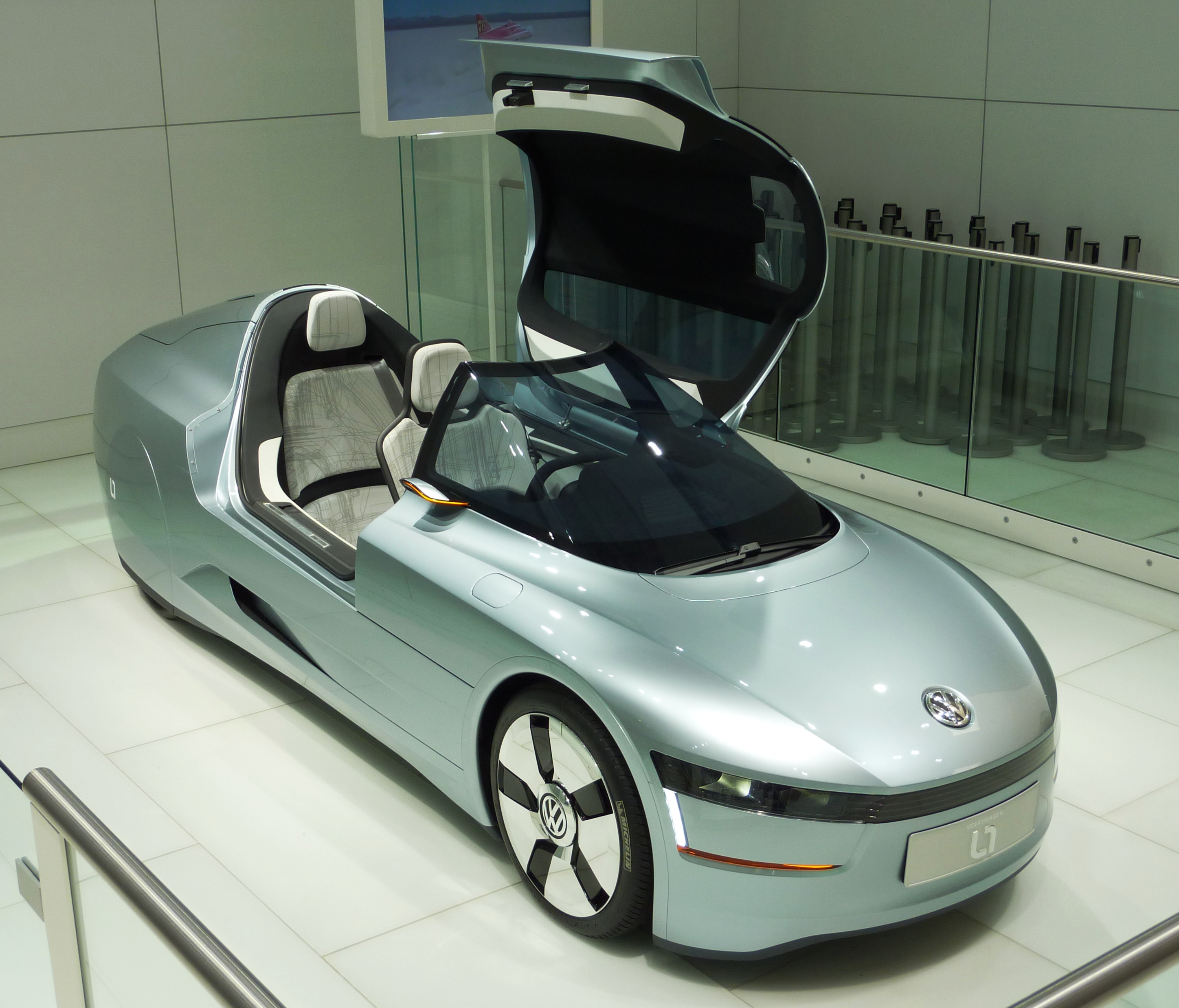
Volkswagen L1

Nach Aufsichtsratschef Piëch bestätigte auch VW-Vorstandschef Martin Winterkorn im Jahr 2007, dass VW das Ein-Liter-Auto in Serie bauen würde; geplant war das Jahr 2010. Eine erste seriennahe Version wurde im September 2009 auf der Frankfurter IAA unter dem Namen L1 vorgestellt.
Durch stärkere Ausrichtung auf ein Serienprodukt unterschied sich der L1 vom Vorgänger 1L. Der Verbrauch wurde jetzt mit 1,38 Liter Diesel auf 100 km oder 36 g/km CO2 angegeben, die Endgeschwindigkeit mit 160 km/h. Die Fahrzeugmasse betrug 380 kg bei einer Länge von 3,81 m, einer Breite von 1,20 m und einer Höhe von 1,14 m. Es ergab sich eine Stirnfläche von 1,01 m2 und ein Cw-Wert von 0,195, somit ein CwA von nur 0,199 m². Strukturell baut die Konstruktion auf eine selbsttragende (Monocoque) CFK-Karosserie, mit der VW bei diesem Modell fertigungstechnisch Erfahrungen sammelte.
Der Antrieb erfolgte hybrid aus einem Zwei-Zylinder-TDI-Dieselmotor mit 800 cm³ Hubraum plus einem Elektromotor. Der Dieselmotor war im Heck, der Lithium-Ionen-Akkumulator für den Elektromotor in der Frontpartie des Fahrzeugs untergebracht. Die Leistung von 29 kW/39 PS wurde von einem 7-Gang-DSG auf die Hinterräder übertragen. Die Beschleunigung von 0 bis 100 km/h erfolgte beim Sportmodus in 14,3 Sek., die Reichweite betrug 720 km.

## XL1-Kleinserie (2011–2013)
Auf der Qatar Motor Show wurde am 26. Januar 2011 eine breitere Version als „seriennahe Studie“ vorgestellt.

### Antriebsstrang

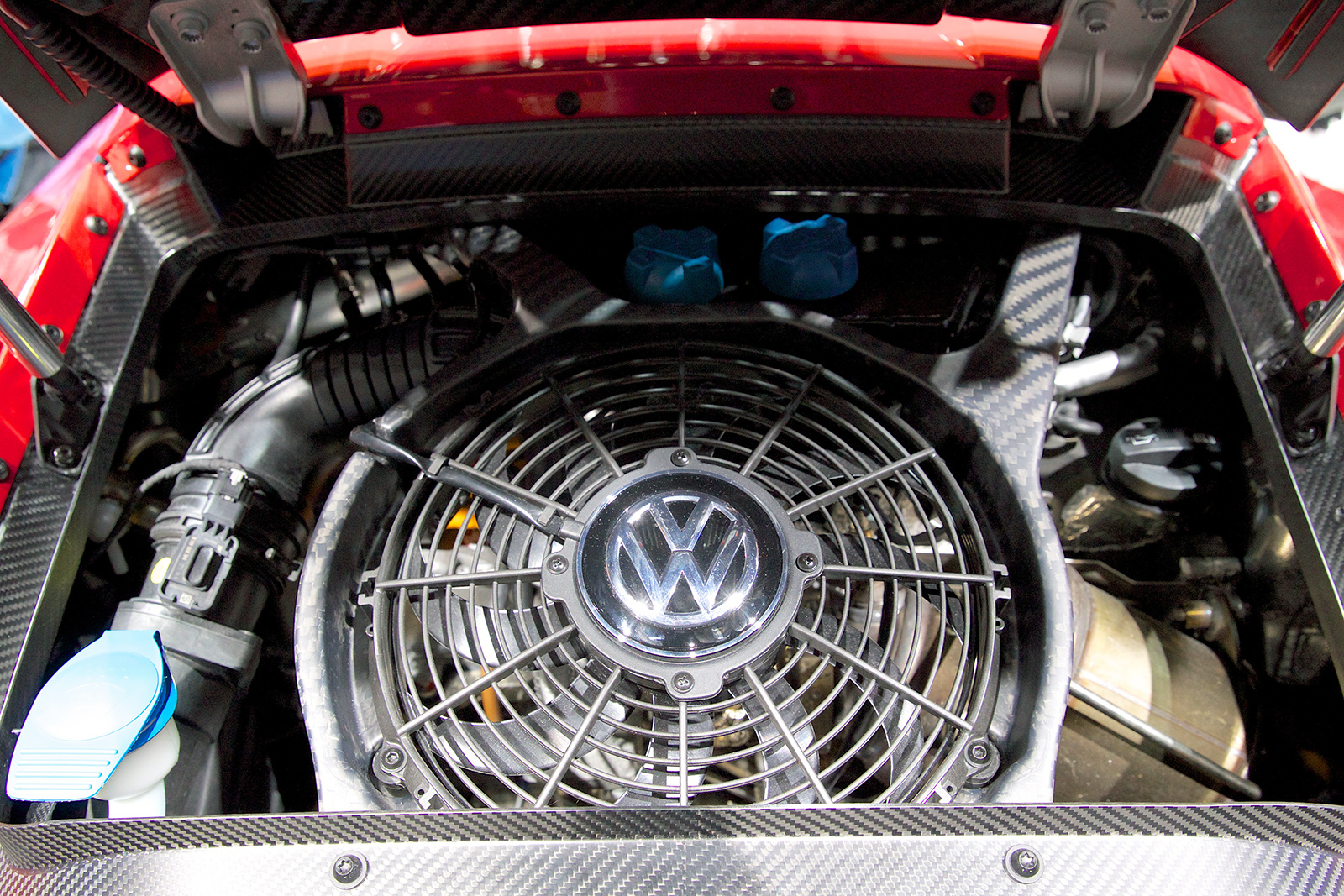
Motorraum des VW XL1

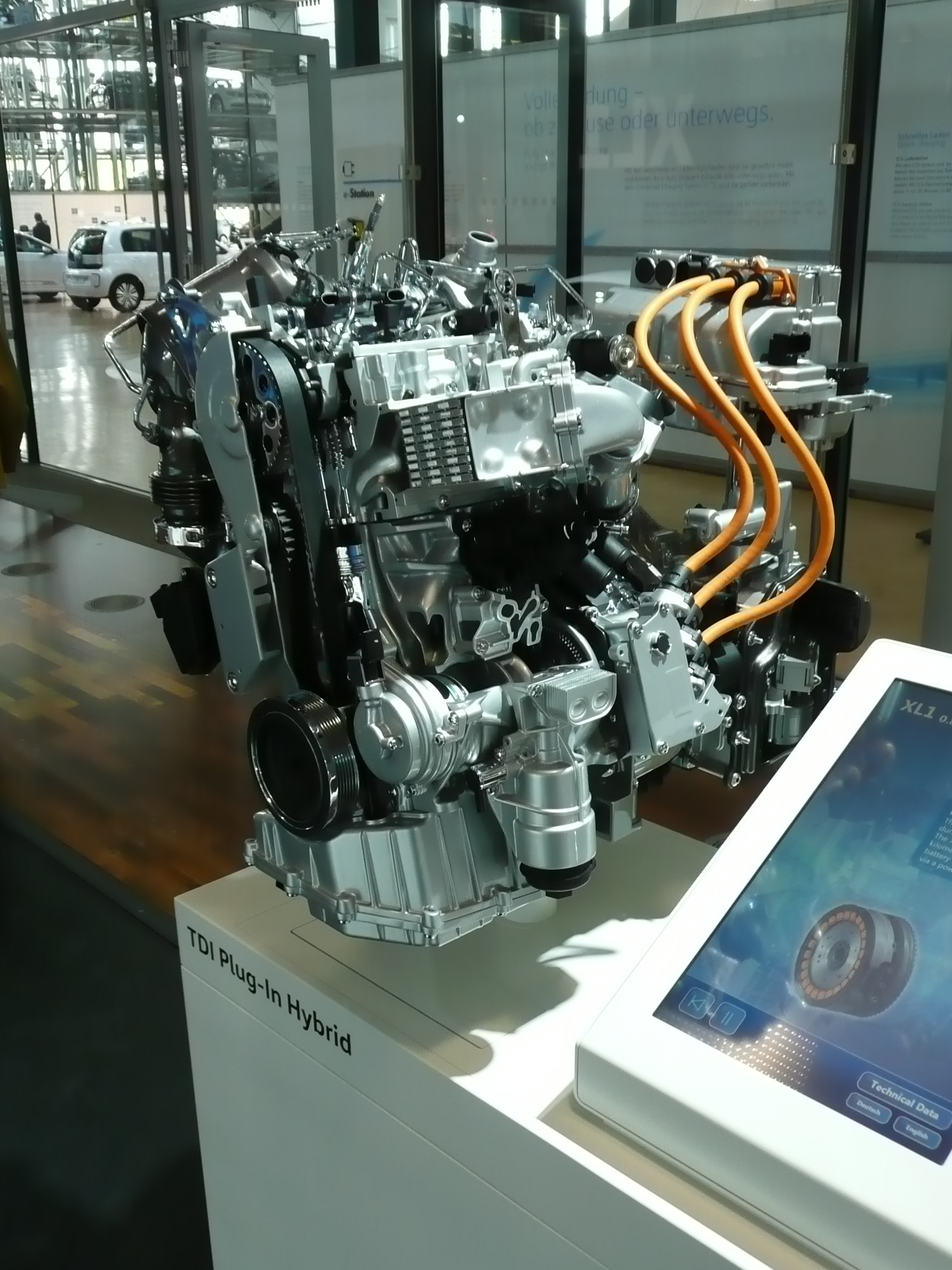
Antrieb des VW XL1

Der XL1 ist ein Plug-in-Hybrid, dessen Lithium-Ionen-Akku an der Steckdose aufgeladen werden kann. Mit einer Tankfüllung (10 l Diesel) und einem in 90 Minuten geladenen Lithium-Ionen-Akku erreicht das Fahrzeug eine Reichweite von 550 km, wovon etwa 35 km elektrisch zurückgelegt werden. Dies entspricht einem Verbrauch von 1,82 l Diesel /100 km bei vollem und 1,94 l Diesel / 100 km bei entladenem Akku.

### Bauweise

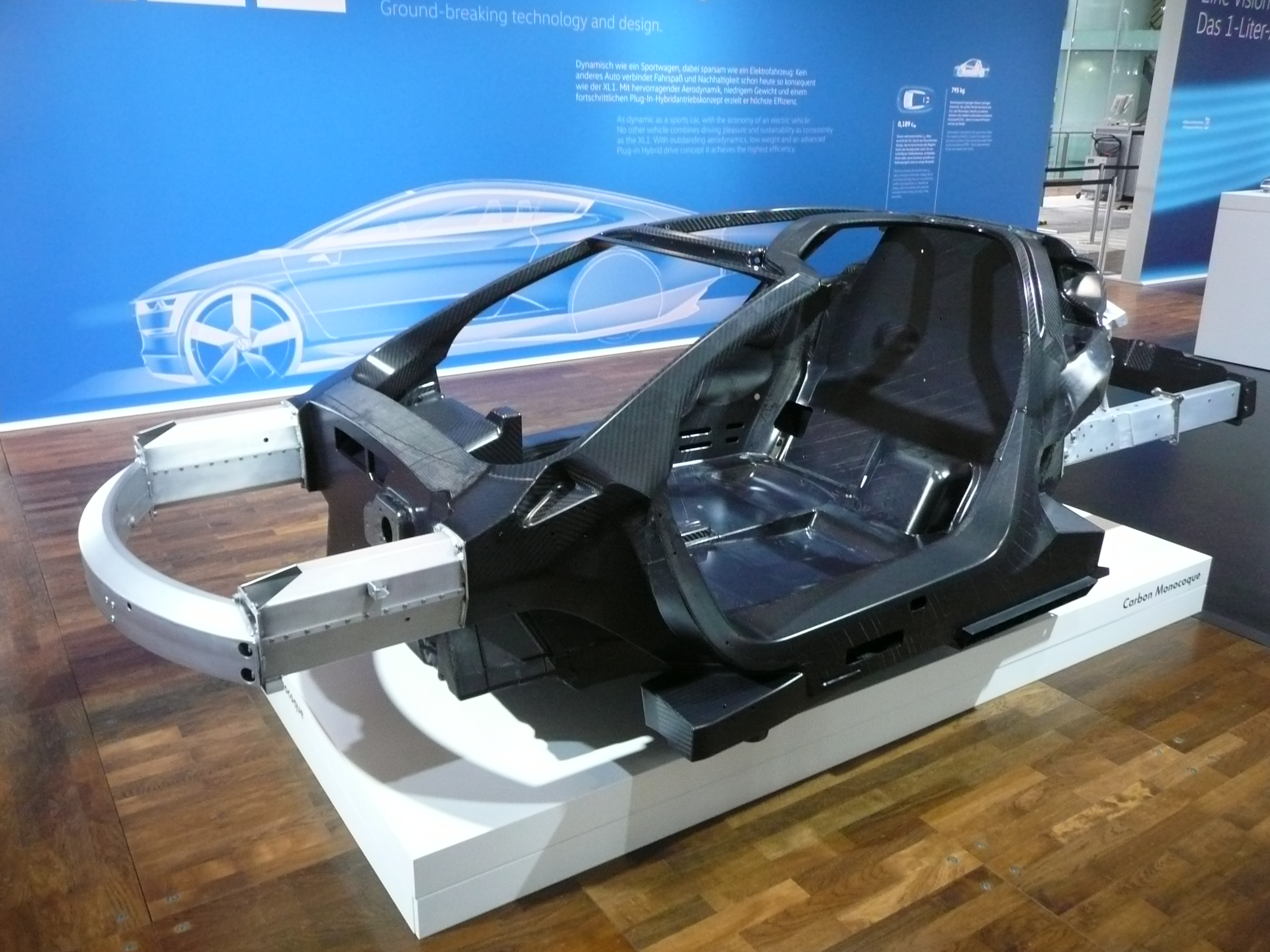
CFK-Fahrgastzelle des VW XL1

Bei dem XL1 sind die beiden Sitze im Unterschied zu den vorherigen Modellen nebeneinander angeordnet. Damit hat sich auch der Luftwiderstand wieder erhöht, die Stirnfläche A beträgt nun 1,5 m2, der Luftwiderstandskoeffizient cw 0,186. Das Fahrzeug wiegt 795 kg, wobei laut VW 21,3 Prozent davon aus CFK besteht, darunter das Monocoque (siehe Bild der Fahrgastzelle), 22,5 Prozent aus Leichtmetall und 23,2 Prozent (184 kg) aus Stahl. Die übrigen Masseanteile sind Kunststoffe, NE-Metalle, Naturfasern, Betriebsstoffe und die Elektronik. Für den elektronischen Rückspiegel benötigte VW eine Sondergenehmigung.

### Serienbau

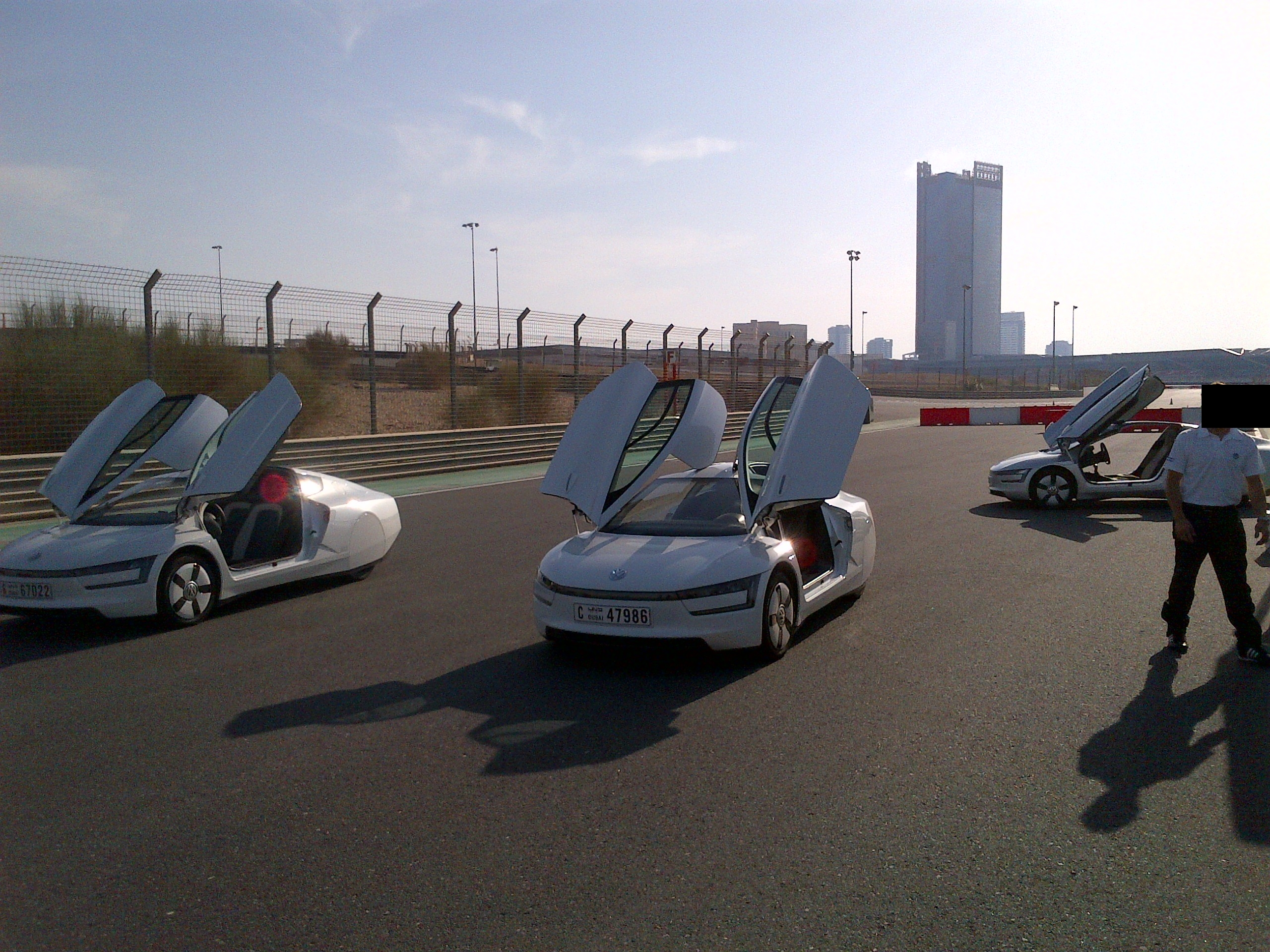
XL 1 mit Straßenzulassung in Dubai

VW-Aufsichtsratschef Piëch erklärte im Januar 2011, dass Volkswagen den XL1 von 2013 an in Großserie herstellen wolle. Im März 2012 berichtet die Zeit, dass VW für 2013 definitiv eine Kleinserie plane. Im Februar 2013 wurde bekannt, dass das serienreife Modell auf dem Genfer Auto-Salon 2013 vorgestellt werden solle und die Produktion einer Kleinserie von 100 bis 1000 Stück bei Volkswagen Osnabrück beginnen werde; als Preisspanne wurden 40.000 bis 100.000 Euro genannt. Ein bedeutender Wettbewerber dürfe der BMW i3 werden.
Kurz danach wurde das Produktionsziel auf nur noch 50 Fahrzeuge gesenkt, auch sollte diese Kleinserie nicht im freien Handel verfügbar sein, sondern nur geleast werden können. Im März 2013 war wieder von 250 Fahrzeugen die Rede. Diese Stückzahl wurde in einem Pressebericht vom September 2013 erneut genannt und der Preis mit 111.000 Euro beziffert.
Seit März 2014 wurden 200 Exemplare des XL1 in Osnabrück gebaut. Am 31. Mai 2014 wurde der erste XL1 an einen Kunden ausgeliefert. 2016 wurde die Produktion nach Erreichen der geplanten 200 Stück eingestellt.

## XL Sport mit Ducati-V2

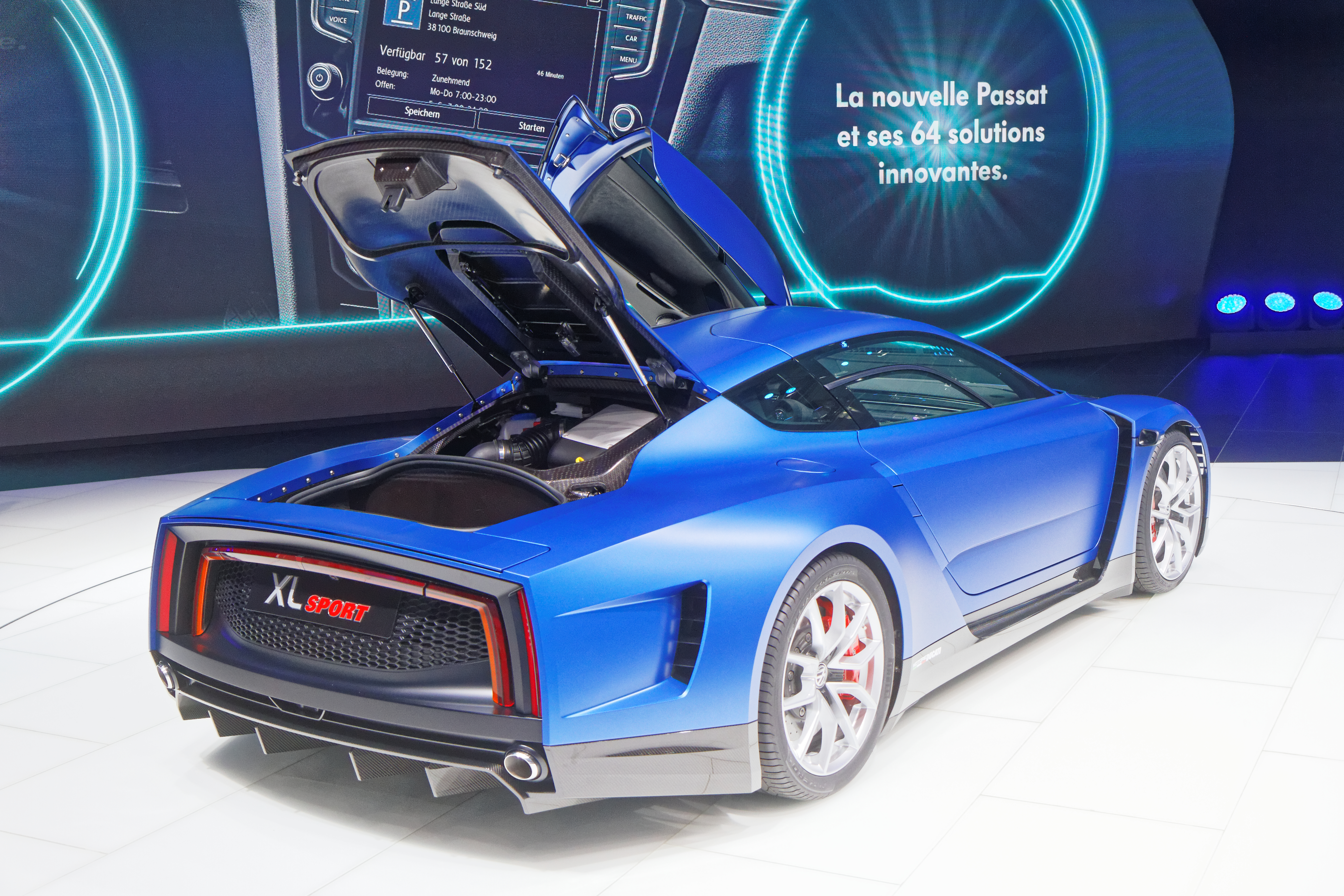
XL Sport

Auf dem Pariser Automobilsalon 2014 zeigte VW die Studie XL Sport, eine 270 km/h schnelle Variante des XL1 mit einem modifizierten V2-Motor der Ducati 1199 Panigale Superleggera – dem mit 200 PS damals weltweit stärksten Zweizylinder-Motorrad. Das Heck wurde verbreitert und hat keine Radverkleidungen.

## Produktionszahlen
| Jahr   | 2013 | 2014 | 2015 | 2016 |
| ------ | ---- | ---- | ---- | ---- |
| Anzahl | –    | 106  | 59   | 35   |